# Comtat de Rius
El comtat de Rius és un títol nobiliari espanyol atorgat pel Rei Amadeu I el 20 d'octubre de 1871. El seu nom es refereix al cognom patern del primer titular, l'industrial tarragoní Marià Rius i Montaner.

## Comtes de Rius
|                                | Titular                         | Període                        |
| Creació per Amadeu I d'Espanya | Creació per Amadeu I d'Espanya  | Creació per Amadeu I d'Espanya |
| ------------------------------ | ------------------------------- | ------------------------------ |
| I                              | Marià Rius i Montaner           | 1871-1894                      |
| II                             | Joaquim de Querol i Rius        | 1894-1953                      |
| III                            | Ferran de Querol i Muller       | 1953-2001                      |
| IV                             | Juan de Querol y Muller         | 2001-2008                      |
| V                              | María Pilar de Querol y Quadras | 2008-actual titular            |

## Història dels comtes de Rius
1. Marià Rius i Montaner, Industrial, Majordom major del Rei Amadeu I, casat amb Elisa Olózaga Camarasa, filla del ministre Salustiano de Olózaga Almandoz. El va succeir el seu net (fill d'Elisa Rius i Olózaga (morta en 1893) i de Ferran de Querol i Bofarull, alcalde de Tarragona i escriptor):
2. Joaquim de Querol i Rius, President de la Diputació de Tarragona, casat amb Carme Muller i Ferrer. El va succeir el seu fill:
3. Ferran de Querol i Muller, Tinent General de l'Exèrcit del Aire, casat amb Teresa Moreno Uribe, filla de l'IV comte de Fontao. Sense successió. Eh va succeir el seu germà:
4. Juan de Querol i Muller. Es va casar amb Juana de Quadras i Camps baronessa de Quadras. La va succeir la seva filla:
5. María Pilar de Querol i de Quadras.